# دلتا (آلاباما)
دلتا (به انگلیسی: Delta) شهرکی در شهرستان کلی ایالت آلاباما است که مساحت آن ۲۰٫۴۴ کیلومترمربع است و در سرشماری سال ۲۰۱۰ میلادی، ۱۹۷ نفر جمعیت داشته و تراکم جمعیتی آن، ۹٫۶۴ در کیلومترمربع بوده است.